# Maria Pappa
Maria Pappa (* 1971 in St. Gallen) ist eine Schweizer Politikerin (SP). Sie ist seit 2021 Stadtpräsidentin von St. Gallen und steht der Direktion Inneres und Finanzen vor.

## Leben
Maria Pappa wurde 1971 als Tochter kalabrischer Einwanderer in St. Gallen geboren und lernte erst in der Primarschule Deutsch. Nach der Sekundarschule ging sie in die Handelsmittelschule und arbeitete als Buchhalterin. Anschliessend studierte die praktizierende Katholikin Sozialpädagogik.
Da sie politisch aktiv sein wollte, liess sie sich 2010 einbürgern, sie ist italienisch-schweizerische Doppelbürgerin. 2013 wurde sie ins St. Galler Stadtparlament gewählt und nahm Einsitz in die Geschäftsprüfungskommission. 2017 folgte ihre Wahl in den Stadtrat, wo sie Vorsteherin der Direktion Planung und Bau wurde.
Im November 2020 wurde sie als erste Frau und erste Seconda Stadtpräsidentin der Stadt St. Gallen. Sie trat Anfang 2021 die Nachfolge des nicht mehr zur Wahl angetretenen Thomas Scheitlin (FDP) an, ihr Gegenkandidat von der FDP, Mathias Gabathuler, unterlag ihr. 
Für die Amtsdauer 2021–2024 steht sie der Direktion Inneres und Finanzen vor.